# Réserve naturelle de Lyngholman
La réserve naturelle de Lyngholman est une réserve naturelle norvégienne située sur l'île de Finnøya, dans la commune d'Ålesund, Møre og Romsdal. La réserve, d'une superficie de 65.82 hectares, a été créée en 1988 afin de préserver une importante zone humide. 
La réserve compte plusieurs prairies de plage, des baies peu profondes, des rochers et de grandes zones de marnage. Le paysage est intact et est vallonné avec de la bruyère, des tourbières et des pâturages autour des plages.C'est un lieu de nidification pour les échassiers et un lieu de pâturage et d'hivernage pour d'autres espèces d'oiseaux des zones humides. La zone présente également un intérêt botanique et est facilement accessible. De nombreuses allées et espaces de baignade sont utilisés en été.   
La réserve est l'un des 6 zones naturelles incluse dans le site Ramsar du Système de zones humides de Harøya, créé en 1996.